# 2000년 하계 올림픽 앤티가 바부다 선수단
2000년 하계 올림픽 앤티가 바부다 선수단은 오스트레일리아 시드니에서 개최된 2000년 하계 올림픽에 참가한 올림픽 앤티가 바부다 선수단이다.

## 육상

### 남자
트랙 / 도로 경기
| 선수              | 세부 종목 | 1차 예선 | 1차 예선 | 2차 예선  | 2차 예선  | 준결선    | 준결선    | 결선      | 결선      |
| 선수              | 세부 종목 | 기록     | 순위     | 기록      | 순위      | 기록      | 순위      | 기록      | 최종 순위 |
| 은코시에 바르네스 | 200m      | 21.82    | 8        | 진출 실패 | 진출 실패 | 진출 실패 | 진출 실패 | 진출 실패 | 진출 실패 |

필드 경기
| 선수 | 세부 종목 | 예선 | 예선 | 결선 | 결선      |
| 선수 | 세부 종목 | 기록 | 순위 | 기록 | 최종 순위 |

### 여자
트랙 / 도로 경기
| 선수        | 세부 종목 | 1차 예선 | 1차 예선 | 2차 예선  | 2차 예선  | 준결선    | 준결선    | 결선      | 결선      |
| 선수        | 세부 종목 | 기록     | 순위     | 기록      | 순위      | 기록      | 순위      | 기록      | 최종 순위 |
| 히더 사무엘 | 100m      | 11.62    | 4        | 진출 실패 | 진출 실패 | 진출 실패 | 진출 실패 | 진출 실패 | 진출 실패 |
| 히더 사무엘 | 200m      | 24.44    | 8        | 진출 실패 | 진출 실패 | 진출 실패 | 진출 실패 | 진출 실패 | 진출 실패 |

필드 경기
| 선수 | 세부 종목 | 예선 | 예선 | 결선 | 결선      |
| 선수 | 세부 종목 | 기록 | 순위 | 기록 | 최종 순위 |

## 요트
혼성
| 선수        | 세부종목 | 경기 | 경기 | 경기 | 경기 | 경기 | 경기 | 경기 | 경기 | 경기 | 경기 | 경기 | 점수 | 순위 |
| 선수        | 세부종목 | 1    | 2    | 3    | 4    | 5    | 6    | 7    | 8    | 9    | 10   | 11   | 점수 | 순위 |
| ----------- | -------- | ---- | ---- | ---- | ---- | ---- | ---- | ---- | ---- | ---- | ---- | ---- | ---- | ---- |
| 카를 제임스 | 레이저급 | 26   | 34   | 27   | 34   | 38   | 25   | 29   | 33   | 35   | 38   | 38   | 281  | 31   |

## 참고 자료
- (영어) “2000년 하계 올림픽 앤티카 바부다 선수단”. SR/Olympic Sports. 2011년 5월 19일에 원본 문서에서 보존된 문서. 2011년 10월 7일에 확인함.
- Wallechinsky, David (2004). The Complete Book of the Summer Olympics (Athens 2004 Edition). Toronto, Canada. ISBN 1-894963-32-6.
- 국제 올림픽 위원회 (2001). The Results.
- Sydney Organising Committee for the Olympic Games (2001). Official Report of the XXVII Olympiad Volume 1: Preparing for the Games 보관됨 2011-05-14 - 웨이백 머신.
- Sydney Organising Committee for the Olympic Games (2001). Official Report of the XXVII Olympiad Volume 2: Celebrating the Games 보관됨 2011-05-14 - 웨이백 머신.
- 시드니 올림픽 조직위원회 (2001). The Results 보관됨 2011-05-14 - 웨이백 머신.
- (영어) 공식 올림픽 보고서 보관됨 2012-02-04 - 웨이백 머신